# 冨田屋
株式会社冨田屋（とんだや、英称：Tondaya Co., Ltd.）は京都府京都市上京区（西陣）にある老舗呉服屋。近年は着付け教室など文化活動も行っている。

## 概要
1885年に創業した歴史ある呉服問屋である。本業の問屋業のみならず、京都の文化を啓蒙する活動も精力的に行っている。
十三代目冨田屋藤兵衛である田中峰子の代より、国の登録有形文化財に登録されている店舗を「西陣くらしの美術館」として公開している。毎月の年中行事や、京都のしきたり・着付け・茶席の作法などを学ぶことができるサービスもある（要予約）。

## 文化財建造物としての店舗
現在の店舗兼住宅は九代冨田屋藤兵衛が建築したものである。西陣の商家特有の表屋造りの様式を持つ京町家であり、現在もその店構えが維持されている。
その文化的価値から1999年に主屋・離れ・表蔵・中蔵・宝蔵が国の登録有形文化財に登録された。
また2007年には京都市景観重要建造物に指定された。

## 沿革
- 江戸中期 - 初代冨田屋藤兵衛が伏見で両替商を始める。
- 1868年（慶応4年） - 鳥羽・伏見の戦いで店舗が全焼する。
- 明治初期 - 西陣に移転する。
- 1885年（明治18年） - 九代冨田屋藤兵衛が現在の店舗を建てる。
- 1935年（昭和10年） - 離れを増築する。
- 1999年（平成11年） - 店舗など5棟が国の登録有形文化財に登録される。
- 2007年（平成19年） - 店舗が京都市の重要景観建造物に指定される。